# Gagik Ier d'Arménie
Pour les articles homonymes, voir Gagik Ier.
Gagik Ier (en arménien Գագիկ Ա ; mort en 1020) ou Gagik Chahanchah (Գագիկ Շահնշահ, « Gagik le Roi des rois ») est un membre de la famille arménienne des Bagratides, roi d'Arménie de 989 à 1020 et fils d'Achot III, roi d'Arménie.

## Biographie
Il succède à son frère Smbat II en 989. Gagik continue, comme ses prédécesseurs, à enrichir sa capitale Ani d'églises et de monastères, parmi lesquels l'église Saint-Grégoire, attribuée à l'architecte Tiridate et construite sur le modèle de l'église de Zvartnots, près d'Erevan. Lors de la fouille de cette église en 1906, on a retrouvé en morceaux la statue de Gagik tenant un modèle de son église. Cette statue est aujourd'hui perdue (à l'exception d'un fragment conservé au musée d'Erzurum) mais il en subsiste des photographies. En 992, le patriarche Sargis Ier transfère à Ani le siège patriarcal.
En 996, le curopalate David, seigneur de Tayk, enlève aux musulmans la ville de Mantzikert. L'émir d'Azerbaïdjan lève une armée pour reprendre la place. Davith appelle les princes arméniens à son aide, et Abas Ier Bagratouni, roi de Kars et cousin, et Gourgen Ier Bagratouni, roi de Lorri et frère de Gagik, y répondent. L'émir est battu, et la région de Bagrévand revient à David, qui est vassal de l'empire byzantin. David de Tayk meurt le 31 mars 1000. En échange du pardon après une révolte, il s'était engagé à léguer ses états à l'empire.
L'empereur Basile II vient prendre possession du Tayk, il reçoit l'hommage des nobles du Tayk et en profite pour recevoir celui des rois voisins : Bagrat III, roi de Géorgie, Abas Ier, roi de Kars et les frères Gourgen-Khatchik et Sénéqérim-Hovhannès, rois de Vaspourakan. Prudent, Gagik préfère ne pas se rendre à la convocation impériale. Basile ne peut lui imposer l'hommage, mais excite contre lui des vassaux indociles. Dans les royaumes soumis par Byzance, le clergé grec progresse et cherche à convertir de force les Arméniens à la religion orthodoxe. Gagik meurt en 1020, tout en ayant résisté aux menées impériales.

## Postérité
Il a épousé Katramidé de Siounie, fille de Vasak VI, roi de Siounie, qui a donné naissance à :
- Hovhannès-Smbat III († 1041), roi d'Arménie ;
- Achot IV († 1041), roi d'Arménie ;
- Abas, co-roi ;
- Kouschkousch, mariée à Sénéqérim-Hovhannès Arçrouni, roi de Vaspourakan.